# Hyalostenele
Hyalostenele là một chi bướm đêm thuộc họ Geometridae.

## Các loài
- Hyalostenele lutescens (Butler, 1872)
- Hyalostenele oleagina (Warren, 1894)